# Runaway (bài hát của Linkin Park)
"Runaway" là một bài hát của ban nhạc Linkin Park. Đây là ca khúc thứ 6 trong album đầu tay của họ, Hybrid Theory. Bài hát này được phối lại cho album remix đầu tiên Reanimation của họ, có tựa đề "Rnw@y". Bài hát được sáng tác bởi ban nhạc và Mark Wakefield. Bản demo năm 1998 của bài hát, có tên là "Stick and Move", được phát hành trong đĩa EP Linkin Park Underground thứ 9 của ban nhạc là LP Underground 9.0. Đây là 1 trong 3 bài hát trong Hybrid Theory được sáng tác bởi ca sĩ chính ban đầu của ban nhạc, Mark Wakefield.

## Phản hồi của giới phê bình
David Fricke của Rolling Stone đã đề cập đến cách mà Shinoda và Bennington "luân phiên hát các câu vần điệu... cơ thể của họ rung chuyển một cách tự tin."  Trong bài viết về bản phối lại ca khúc của Linkin Park cho album Reanimation của họ, David Browne của Entertainment Weekly đã gọi "Rnw@y" là "mang âm hưởng to lớn hơn" so với phiên bản gốc. Anh viết rằng "Rnw@y" (cũng như một vài bài khác trong album) khiến Linkin Park trông như "các DJ thử nghiệm".

## Vị trí xếp hạng
"Runaway" được xếp hạng tại Hoa Kỳ trong thời kỳ thịnh hành của Hybrid Theory.
| Bảng xếp hạng (2002)                 | Vị trí |
| ------------------------------------ | ------ |
| Hoa Kỳ Alternative Songs (Billboard) | 40     |
| Hoa Kỳ Mainstream Rock (Billboard)   | 37     |

| Bảng xếp hạng (2017)          | Vị trí cao nhất |
| ----------------------------- | --------------- |
| Anh Quốc Rock and Metal (OCC) | 10              |